# Bekim Balaj
Bekim Abdyl Balaj (n. 11 ianuarie 1991) este un fotbalist albanez care joacă pe postul de atacant pentru echipa națională a Albaniei.

## Cariera pe echipe

### Cariera timpurie
Balaj și-a început cariera de fotbalist la clubul natal Vllaznia Shkodër și și-a făcut debutul la profesioniști la vârsta de 17 ani, înscriind 17 goluri în 38 de meciuri pentru club. Apoi a plecat în Turcia pentru a juca la Gençlerbirliği. După ce a jucat un singur meci în Turcia s-a întors în Albania și a jucat pentru KF Tirana unde a marcat 15 goluri în 37 de meciuri. În ianuarie 2013 s-a transferat la Sparta Praga din Cehia. În timpul petrecut la Sparta Praga a fost împrumutat la echipa poloneză Jagiellonia Białystok pentru întregul sezon 2013-2014, în care a marcat 9 goluri în 36 de meciuri în toate competițiile, înainte de a se întoarce la clubul părinte pentru turul sezonului următor. A fost transferat de HNK Rijeka în ianuarie 2015 pentru suma de 600.000 € și a marcat la debutul său  într-o victorie cu 4-1 cu NK Lokomotiva.

### Vllaznia Shkodër
Balaj s-a înscris în 2002, la vârsta de 11 ani, într-o grupă de juniori ai lui Vllaznia Shkodër, iar tatăl său i-a transmis antrenorului echipei de tineret, Astrit Premçi, să îl joace pe postul de portar, deoarece era înalt pentru vârsta lui. După doar câteva sesiuni de antrenament cu Balaj, antrenorul Premçi a realizat că Balaj are calități de jucător de câmp, descurcându-se bine cu mingea la picior, așa că l-a folosit ca atacant central.
A fost chemat la antrenamentele echipei mari de antrenorul Mirel Josa în ultimele etape ale sezonului 2007-2008 și a debutat la 17 mai 2008 la vârsta de 17 ani, 4 luni și 6 zile într-un meci din deplasare cu Besëlidhja Lezhë, intrând în minutul 70 în locul lui Albert Kaçi, în înfrângerea suferită de echipa sa scor 4-2. A prins câteva meciuri în sezonul următor și a marcat primul său gol pentru echipă în Cupei Albaniei împotriva lui Sopoti Librazhd. A jucat 12 meciuri în toate competițiile, dintre care 7 în campionat, intrând pe teren din postura de rezervă în zece dintre ele. El a făcut parte din echipa lui Vllaznia care a terminat pe locul al doilea în Superliga din Albania, terminând cu 4 puncte în fața viitoarei câștigătoare KF Tirana.
Odată cu plecarea lui Xhevahir Sukaj și a lui James Boadu înainte de sezonul 2009-2010, Balaj a devenit principalul atacant al clubului, alături de Vioresin Sinani. El a debutat pe 2 iulie 2009 împotriva clubului irlandez Sligo Rovers, intrând în minutul 85 în locul lui Vioresin Sinani în victoria cu 2-1.
În aprilie 2010, el a dat probe pentru PSG alături de colegul de la naționala de tineret a Albaniei, Odise Roshi, însă cei doi nu au reușit să-i convingă pe cei de la PSG să le ofere un contract. În iunie, el a dat probe în Turcia, la Gençlerbirliği, pe care le-a trecut și în urma cărora a semnat un contract pe patru ani.

### Genclerbirligi
Echipa turcă l-a urmărit pe tânărul Balaj pentru cea mai mare parte a sezonului 2009-2010 în timp ce juca pentru Vllaznia; numele clubului nu a fost dezvăluit în presă în ianuarie 2010, deoarece echipa nu a făcut încă o ofertă concretă însă după interesul enorm manifestat de Gençlerbirliği SK în mai și iunie, a devenit clar despre ce club a fost vorba. Balaj a semnat un contract de patru ani cu Gençlerbirliği la 17 iunie 2010. Suma de transfer primită de Vllaznia a fost între 200.000 € și 300.000 €. Impresarul lui Balaj, Dritan Gjyrezi, obținuse în urmă cu un an licența de impresar din partea FIFA și încerca să aducă mai mulți jucători în Turcia, Balaj fiind primul dintre aceștia Balaj a semnat un contract pe patru ani, încasând 150.000 de euro pentru primul sezon, cu 600.000 de euro în total pentru cei patru ani.

### KF Tirana
În ianuarie, Balaj a primit oferte atât de la KF Tirana, cât și de la fostul său club Vllaznia pentru a se întoarce în Albania. Dar, după întâlnirea cu Refik Halili, a semnat un contract de doi ani pentru KF Tirana, la 20 ianuarie 2011, care i-a oferit un salariu de 70.000 de euro pe an, mai mult decât Vllaznia care i-a oferit doar 50.000 € pe an.
El a debutat pentru noul său club pe 3 februarie, într-un meci pe teren propriu împotriva lui Skënderbeu Korçë, care s-a încheiat la egalitate, scor 0-0, iar Balaj a intrat în cea de-a doua repriză în locul lui Gilman Lika. A marcat primul gol al lui Tirana în semifinalele Cupei Albaniei împotriva lui Besa Kavajë pe 6 aprilie, marcând un gol în urma căruia și-a asigurat locul în finală. A dat din nou un gol după nouă zile, într-o victorie scor 6-1 cu KF Elbasani. În ciuda meciurilor bune făcute de când a ajuns la echipă în ianuarie, noul antrenor Mišo Krstičević nu a început cu el titular în finala Cupei Albaniei. Balaj a intrat în locul lui Gilman Lika în minutul 54 și și-a ajutat echipa să câștige trofeul, în ciuda faptului că a terminat meciul cu un om mai puțin pe teren, iar Balaj a ratat un penalty din cadrul loviturilor de departajare de la finalul meciului care s-a încheiat cu 4-3 mulțumită paradelor portarului Ilion Lika.

#### Sezonul 2011-2012
El a înscris golul câștigător în Supercupa Albaneză 2011 împotriva campioanei Skënderbeu, într-un meci întârziat și perturbat de spectatori. Primul gol al sezonului a venit pe 17 septembrie în a etapă e campionat, împotriva lui Kastrioti Krujë. Începând meciul ca unic vârf, a egalat pentru KF Tirana în minutul 48 și și-a ajutat echipa să câștige meciul cu 3-2, reușind să obțină primele trei puncte ale sezonului. După prima victorie a KF Tirana în campionat, a devenit evident faptul că Balaj și Gilman Lika au format un parteneriat eficient în atac, ambii fiind din Shkodër. A marcat următorul gol patru zile mai târziu în prima rundă a Cupei Albaniei împotriva lui SK Himarë din a Doua Ligă Albaneză. A înscris în minutul 36, 52, din penalty și a reușit hat-trickul în minutul 67, ieșind accidentat de pe teren la gleznă în urma unui fault făcut de Julián Rubio. După ce a marcat patru goluri în tot atâtea zile, el a sperat că va fi convocat într-o zi la echipa națională a Albaniei, declarând după startul bun de sezon că este unul din visele lui.

### Sparta Praga
Balaj a dat probe pentru Sparta Praga în iulie 2012, fiind urmărit de antrenorul Vítězslav Lavička, care l-a adus la echipă. Lavička a început cu Balaj într-un amical împotriva lui Graffin Vlašim, pe 17 iulie. Balaj a început meciul cu bine, fiind aproape de gol în minutul 5 și marcând în cele din urmă în minutul 19 printr-un șut puternică pe poartă din afara careului, în urma căruia Sparta Praga a condus cu 3-0. A fost înlocuit la pauză, iar meciul a fost câștigat de Sparta Pragacu 5-0. După ce a revenit în Albania, a revenit în Albania pentru a-și rezilia contractul cu KF Tirana, care nu voia să-l lase să plece decât dacă achită 100.000 de euro, cu Sparta Praga oferind doar jumătate din această sumă deoarece contractul lui Balaj cu KF Tirana expira în ianuarie 2013.
Pe 4 octombrie 2012, Balaj a marcat un gol în UEFA Europa League împotriva lui Athletic Bilbao, într-un meci din grupe câștigat de echipa sa cu 3-1.

#### Împrumutul Jagiellonia
Pe 8 iulie 2013, el a fost împrumutat de echipa poloneză Jagiellonia Białystok din Ekstraklasa pentru un an. A marcat cel de-al treilea gol pe 9 august 2013 împotriva lui Wisła Cracovia în minutul 90 '+ 3 terminat de echipa sa cu scorul de 1-1. Balaj a înscris de două ori împotriva lui Ruch Chorzów pe 15 septembrie 2013, meci pe care Jagiellonia l-a câștigat 6-0, și în care Balaj a marcat două goluri. A ajuns la cinci goluri marcate în acel sezon pe 4 noiembrie 2013, când a deschis scorul în minutul 56 împotriva lui Piast Gliwice, dar nu a fost de ajuns deoarece Jagiellonia a fost învinsă cu 2-1.

#### Întoarcerea la Slavia Praga
După ce s-a întors la Sparta Praga de la Jagiellonia, unde a fost împrumutat timp de un an, a semnat cu rivala din oraș, SK Slavia Prague, la 10 iulie 2014. El a debutat pentru noua sa echipă pe 26 iulie 2014 în prima etapă a sezonului 2014-2015 împotriva lui Slovácko, marcând și un gol la debut, în victoria scor 1-2, reușind să revină de la 0-1 în prima repriză. La 11 august 2014, Balaj a marcat primul gol al partidei cu Slovan Liberec în minutul 17, meci câștigat de Slavia Praga cu 4-0. La 1 noiembrie 2014, Balaj a intrat pe teren în minutul 84 și a marcat în minutul 87 golul de 3-2 împotriva lui Příbram.

### HNK Rijeka
Pe 7 ianuarie 2015 Balaj a semnat un contract pe doi ani și jumătate (cu opțiune de prelungire pe încă doi) cu HNK Rijeka din Prima Ligă Croată.

#### Sezonul 2014-2015
La 11 februarie 2015 Balaj și-a făcut debutul în campionat în victoria de la Rijeka, scor 4-1 împotriva lui NK Lokomotiva, în turul sfertului din Cupa Croației, înscriind primul gol pentru club. De asemenea, a marcat în Derby-ul Adriatic dintre Rijeka și Hajduk Split pe 18 februarie 2015, pe care Rijeka l-a câștigat cu 3-0. Balaj a marcat al doilea gol în al doilea meci în campionat împotriva lui RNK Split în minutul 56 al meciului terminat cu o remiză, scor 1-1. În timpul sezonului, Balaj a marcat 9 goluri în 15 meciuri, ajutând-o pe Rijeka să ajungă pe locul al doilea și să obțină un loc în cadrul celei de-al doilea tur al Europa League 2015-2016. Balaj a mai jucat în trei meciuri din Cupa Croației 2014-2015 în care a marcat un gol.

#### Sezonul 2015-2016
Balaj a început noul sezon ot la Rijeka, fiind titular în remiza albă din 10 iulie 2015 împotriva lui  Inter Zaprešić, însă a fost înlocuit cu Roman Bezjak în minutul 58. Câteva zile mai târziu, Balaj și-a făcut debutul în competițiile europene pentru Rijeka, jucând 90 de minute în al doilea tur preliminar al UEFA Europa League, sezonul 2015-2016 cu Aberdeen. Balaj a înscris primul gol în acest sezon în a doua etapă de campionat, împotriva lui Slaven Belupo Koprivnica într-o partidă terminată la egalitate, scor 3-3. În timpul sezonului 2015-2016 s-a aflat în top 10 marcatori din campionat, cu 9 goluri, înscriind un gol și în Cupa Croației.

### Terek / Ahmat Groznîi
La 8 iunie 2016, Balaj a semnat un contract pe trei ani cu echipa Terek Groznîi din Prima Ligă Rusă, cu prelungire pentru încă unul și cu transferul făcându-se pentru suma de 550.000 de euro. El a fost prezentat într-o conferință de presă în aceeași zi, în cadrul căreia i-a fost înmânat numărul 18. Balaj și-a făcut debutul pentru club pe 31 iulie în prima etapă de campionat jucată împotriva lui Krîlia Sovetov, jucând pentru 59 de minute într-o victorie la limită de 1-0. A marcat primul gol după patru meciuri jucate, cel din victoria scor 3-1 cu Ufa pe 20 august. Peste opt zile a marcat din nou în victoria, scor 2-1, cu Rostov. A reușit să înscrie apoi câte o dublă în două meciuri consecutiv, cu Ural și Zenit Sankt Petersburg, reușind să-și conducă echipa spre victorie în meciul cu Zenit. Pentru performanțele sale, Balaj a fost numit jucătorul lunii al lui Terek Groznîi pentru luna octombrie. Începând cu luna aprilie, Balaj a fost mai mult rezervă, în ciuda faptului că a fost un jucător important pentru echipa pentru care a jucat 22 de meciuri în campionat. La 21 mai 2017, Balaj a intrat în minutul 73 în timpul meciului cu Krîlia Sovetov Samara și după 3 minute a marcat al treilea gol al echipei într-un meci terminat cu victoria scor 3-1.

#### Sezonul 2017-2018
Balaj a început sezonul 2017-2018 dându-i o pasă de gol lui Léo Jabá, în meciul câștigat cu scorul de 1-0 câștigat împotriva lui FC Amkar Perm pe 16 iulie 2017.

#### Sezonul 2018-2019
Pe 27 mai 2019, Akhmat a confirmat faptul că Balaj nu și-a mai prelungit contractul scadent în vara acelui an.

## Cariera la națională

### La tineret

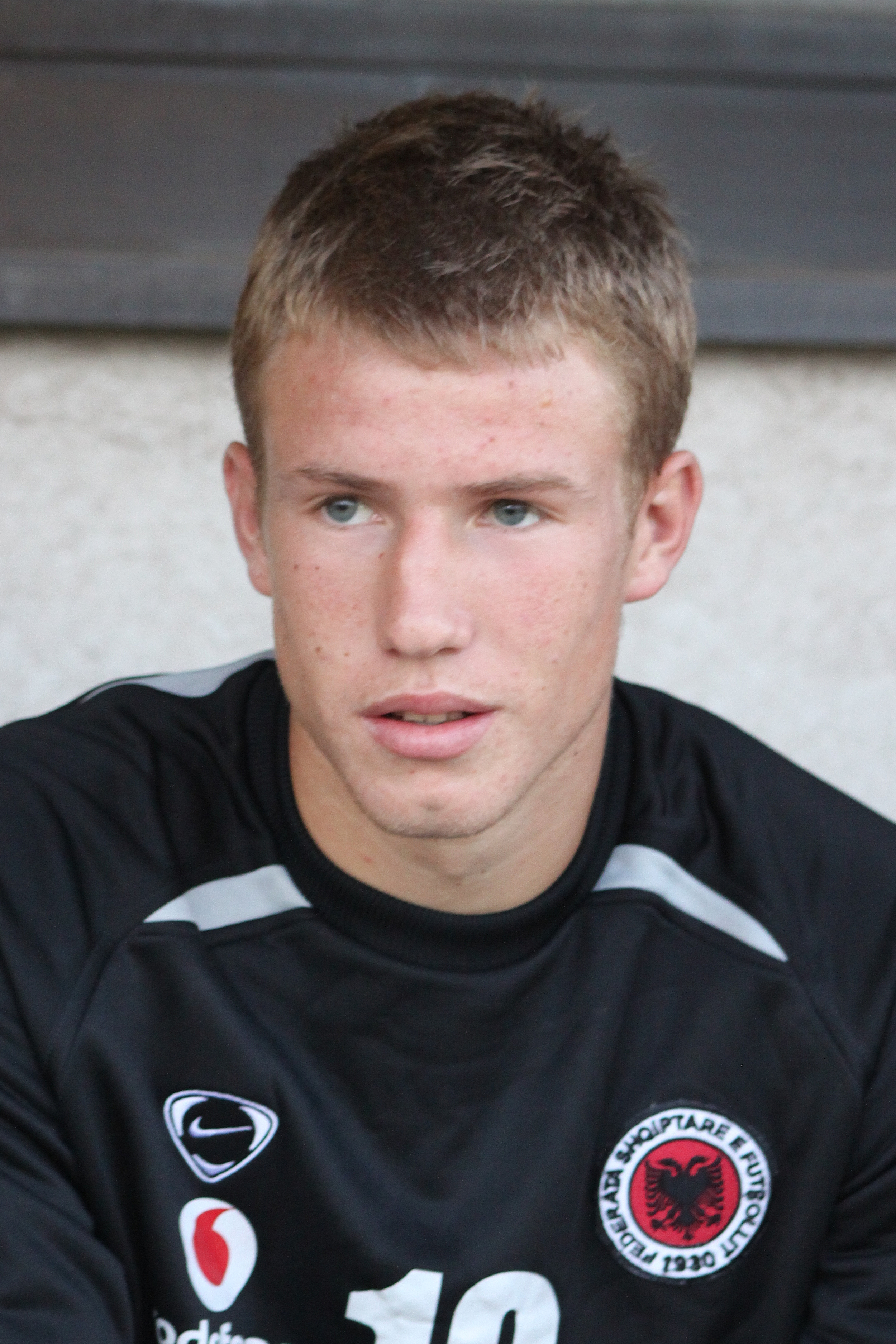
Balaj cu Albania U21 în 2009

Balaj a făcut parte din echipa U-19 a Albaniei pentru grupa de calificare la Campionatul European din 2009, în care a debutat la 8 octombrie 2008 împotriva Angliei la Ballymena Showgrounds, Irlanda de Nord, înlocuindu-l pe Guido Tepshi la pauză  meciului care s-a terminat cu o înfrângere scor 3-0 pentru Albania. El a marcat primul și singurul gol al Albaniei din campania de calificare împotriva Irlandei de Nord, la 13 octombrie 2008, la The Oval, Belfast într-o înfrângere cu 2-1.
Balaj a fost chemat la echipa națională sub 20 de ani a Albaniei de către antrenorul Artan Bushati pentru a participa la turneul de fotbal din cadrul Jocurilor Mediteraneene 2009, care a avut loc pe 25 iunie în Pescara, Italia. Nu a jucat niciun minut în acel turneu.
El a făcut parte din echipa națională sub 21 de ani a Albaniei, pentru care a jucat în calificările la Campionatul European sub 21 de ani din 2011 și din 2013, în care a marcat patru goluri în 13 partide.

### Echipa națională mare
Balaj a debutat pentru echipa națională de fotbal a Albaniei la 17 februarie 2010 în meciul neoficial cu Kosovo în care a marcat un gol. A fost convocat apoi de Gianni De Biasi pentru meciul amical împotriva Camerunului, pe 14 noiembrie 2012.
Balaj a fost convocat pentru prima dată într-un meci oficial la naționala Albaniei pentru meciurile din grupa de calificare la Campionatul Mondial din 2014, fiind ultimele două meciuri din grupă, cele împotriva Elveției și Ciprului de pe 11 și 15 octombrie 2013. El și-a făcut debutul la națională într-un meci oficial pe 15 octombrie 2013 împotriva Ciprului, intrând pe teren în minutul 87 în locul lui Hamdi Salihi, meci care s-a încheiat cu scorul de 0-0.

#### Calificările la Campionatul European din 2016
A marcat primul său gol pentru Albania pe 7 septembrie 2014 împotriva Portugaliei în meciul de deschidere al grupei de calificarie la Campionatul European din 2016, pe care Albania l-a câștigat cu 1-0. Odise Roshi a bătut un corner de pe partea dreaptă, din care Balaj a marcat. Balaj a descris golul ca fiind unul de „atacant pur-sânge”.

#### Euro 2016
La 21 mai 2016, Balaj a fost numit în lotul Albaniei de 27 de jucători pentru Campionatul European din 2016 și în lotul final de 23 de jucători pe 31 mai.
Balaj a fost o rezervă neutilizată în primele două meciuri, împotriva Elveției scor 0-1 și împotriva  Franței, pierdut cu 2-0. A intrat pe teren din postura de rezervă în următorul meci împotriva României în care Armando Sadiku care a marcat golul de 1-0 care avea să aducă prima victorie din istoria naționalei Albaniei la un turneu final. Albania a terminat grupa pe poziția a treia cu trei puncte și cu un golaveraj de -2 și s-a clasat pe ultimul loc dintre echipele clasate pe locul trei, ceea ce a dus la eliminarea echipei din competiție.

#### Calificările la Campionatul Mondial din 2018
În meciul de deschidere al calificărilor pentru Campionatul Mondial din 2018 împotriva Macedoniei, la 5 septembrie 2016, Balaj a intrat pe teren în minutul 60 în locul mijlocașului Amir Abrashi, făcând parteneriat în atac cu Armando Sadiku În minutul 75 meciul a fost întrerupt la scorul de 1-1 datorită condițiilor meteorologice nefavorabile, iar restul de 15 minute au fost jucate în ziua următoare. În penultimul minut, Balaj a marcat un gol în victoria Albaniei cu 2-1.

## Viața personală
Bekim Balaj a contribuit cu bani și a ajutat la construirea de case pentru familiile soldaților Armatei Naționale de Eliberare din Kosovo.